# 死了一個國中生之後
《死了一個國中生之後》，2013年台灣偶像劇，由張善為、高英軒、李辰翔、黃子悅主演。於2013年7月6日於客家電視台播出。

## 播出時間

### 首播
| 頻道       | 所在地 | 播映日期     | 播出時間             |
| ---------- | ------ | ------------ | -------------------- |
| 客家電視台 | 臺灣   | 2013年7月6日 | 每周六 22:30 - 24:00 |

### 重播
| 頻道       | 所在地 | 播映日期      | 播出時間             |
| ---------- | ------ | ------------- | -------------------- |
| 客家電視台 | 臺灣   | 2013年7月13日 | 每周六 13:00 - 14:30 |

## 劇情大綱
胡智輝（張善為飾）、何東強（高英軒飾）、潘旭初（李辰翔飾）、周曉燕（黃子悅飾）是國中同學，他們的母親都是新移民，四人常因「新移民之子」的身分遭受欺負，決定團結起來反抗。班上還有一位患肌肉萎縮症的同學阿松，智輝看見阿松行動不便，於是主動上前幫忙，還找東強、旭初、曉燕一同協助阿松上下課。
某天，電梯故障，他們必須將阿松連同輪椅抬下樓，卻不慎使阿松跌落樓梯死亡。阿松的母親憤而告上法院，全校師生乃至社會輿論都嚴厲譴責他們。面對突如其來的意外，他們的青春一夕之間全變了調。
事隔15年，四人各自發展。智輝在便利商店打工，原先善良、樂於助人的他，因阿松的死，加上父親當時在工地意外喪命，讓智輝變得自私、待人冷漠；東強即將結婚，但父親與未婚妻秦秦對婚禮排場的想法分歧，讓他疲於處理；旭初家中的回收場轉型為成功企業，但他仍對從事回收業感到自卑；曉燕擔任印尼企業執行長，負責營運在台分公司。
四人在東強的婚禮重聚，智輝、東強、旭初終於有機會攤開來談，訴說當初意外發生時，各自心中的掙扎。

## 演員列表

### 主要演員
| 演員                   | 角色   | 介紹 | 登場集數 |
| 張善為 (國中：林嘉瑋)  | 胡智輝 | 智輝與父親相依為命，越南籍的母親拋棄他們遠走，剩下在工地到處掙錢養家的父親，養成智輝獨立的個性。智輝老實並循規蹈矩，擁有一顆純真的心靈，相信幫助比自己弱勢的人才是對的事情。而意外發生後，加上父親死亡的雙重打擊，讓智輝性格大變，他開始戴著冷漠與自私的面具過日子。                                           | 1-4      |
| 高英軒 (國中：杜柏諭 ) | 何東强 | 東强出生在健全的家庭，課業表現優秀，在班上擔任班長的職務，但家家有本難念的經，東強父親是一個不負責任的男人，只會捻花惹草讓母親傷心，對於父母有名無實的婚姻甚感焦慮。長大的東强，認識上海富家女秦秦，東強父親與秦秦對婚禮排場的認知不同，讓東强感到吃不消，東强希望和秦秦的婚禮順利，不要像父母那樣的婚姻樣貌。 | 1-4      |
| 李辰翔 (國中：黃劭揚)  | 潘旭初 | 旭初父母親以回收場為業，旭初家的另一個區域是是他與東強、智輝以及曉燕的秘密基地。旭初一進國中，就暗戀着校花林如雲，期待校花能看他一眼也好，直到某天校花嫌棄着他身上的味道，讓旭初開始徹底排斥家裡回收場事業，也養成潔癖的習慣，對於女人，也以一種報復性的心態在經營關係。                                       | 1-4      |
| 黃子悅 (國中：游君萍)  | 周曉燕 | 曉燕是印尼華僑之子，但由於印尼人許多皆是客家人後代，因此，曉燕與三劍客也能用流利的客語溝通，曉燕小時常常被人嘲笑是外勞，因此，她常常試圖擺脫這些歧視的標籤。15年後，曉燕再度踏上台灣的土地，今日不同以往，台灣已被過去嘲笑的新移民攻佔，到處都是外企企業，而曉燕這次是以印尼CEO的身份任職於台灣的分公司。      | 1-4      |

### 其他演員
| 演員     | 角色   | 介紹 | 登場集數 |
| 羅思綺   | 智輝父 | 老實憨厚的藍領階級，父兼母職，以工地微薄的薪資撫養智輝。對於阿松意外事件的發生，除了自責之外，也只能多兼幾份差來償還巨額賠償金，卻不料因為工地的意外，而撒手人寰，導致智輝頓時之間失去唯一的依靠。                                       |          |
| 黃玉清珠 | 智輝母 | 越南人，生下智輝後便逃家，到附近的茶館當陪酒小姐。智輝曾經幾度尋過親母，卻因為智輝母礙於生計，只好假裝沒有這個兒子。晚年，成為植物人在安養院度過餘生，曾經幾度與幾個男人有過感情與金錢關係。                                             |          |
| 楊宗樺   | 東強父 | 傳統的大男人主義，愛吹牛與自吹自擂，掌控慾強。在廟裡以僑事情為生，聲稱認識黑白兩道，在江湖很吃得開。生性風流，愛捻花惹草，常大聲斥喝糟糠妻與東強。在東强的婚禮策劃中，與準媳婦秦秦有過摩擦，但仍希望東强與秦秦能有個體面的傳統喜宴格局。 |          |
| 洪綺陽   | 東強母 | 傳統婦女，在家裡以丈夫為天，兒子是她的第二個天。對於家庭的照顧無微不至。常常因為老公在外捻花惹草而暗自流淚與傷心，卻也默默睜一隻眼閉一隻眼，以求家庭和樂。                                                                               |          |
| 夏禾米   | 秦秦   | 從上海來的富家千金，東强上海出差時認識，個性剛烈直爽，對於來自上海有強烈的優越感。因應台灣傳統婚宴習俗，從上海到台灣準備結婚的相關事宜，卻與東强父親所策劃的婚禮有所出入。因這次婚禮的關係，而開始對東強的過去感到陌生，進而逃婚…        |          |
| 朱蕾安   | 培真   | 東强前女友，與東強往近十年，培真照顧東強如同母親一般無微不至，然而，對東强而言，需要的不是一位「母親」，而是情人與老婆，東强因兩人相處模式壓力過大，進而分手。分手後，東強為籌辦婚禮，再度向培真借錢，培真不甘心的跑到婚禮大鬧一場…      |          |

### 客串演出
| 演員       | 角色   | 介紹                                                                                 | 登場集數 |
| A'N'D-雨婷 | 林如雲 | 國中校花，潘旭初的暗戀對象，但林如雲對潘旭初並無好感，甚至嫌棄他身上有回收場的味道。 | 1、3     |

## 電視劇歌曲
| 曲別   | 歌名 | 演唱者 | 作詞 | 作曲 |
| 片頭曲 |      |        |      |      |
| 片尾曲 |      |        |      |      |

## 製作團隊
- 製作人：謝奕柔
- 編劇：黃雨佳
- 導演：鄭海伯、林宏杰
- 製作公司：關關影業有限公司
- 贊助單位：

## 外部連結
- 《死了一個國中生之後》官方網站 （页面存档备份，存于）
- 客家電視的Facebook專頁

## 作品的變遷
| 客家電視台 每週六 22:30 - 24:00 | 客家電視台 每週六 22:30 - 24:00                     | 客家電視台 每週六 22:30 - 24:00 |
| ------------------------------- | --------------------------------------------------- | ------------------------------- |
|                                 | 死了一個國中生之後 （2013年7月6日 - 2013年7月27日） |                                 |
| －                              | －                                                  |                                 |